# Kval till Riksserien i ishockey 2012
Kval till Riksserien i ishockey 2012/2013 spelades mellan den 17 och 19 mars 2012 och bestod av lag sju och åtta från Riksserien 2011/2012 samt ettan och tvåan från AllEttan 2012. Kvalet spelades i en enkelserie över tre omgångar där ettan och tvåan, Leksands IF och HV71 Queens, gick till spel i Riksserien 2012/2013 medan trean och fyran, Ormsta HC och Sundsvall Wildcats spelar i Division 1 . Kvalserien avgjordes i Arena Jernvallen i Sandviken.

## Kvalificerade lag
Från Riksserien (lag 7 och 8):

- Leksands IF
- Ormsta HC

Från AllEttan (lag 1 och 2):

- Sundsvall Wildcats
- HV71 Queens

## Sluttabell
|  | Till Riksserien 2012/2013   |
|  | Spel i Division 1 2012/2013 |

### Resultat
| Datum        | Match                            | Res.   | Periodres.         |
| ------------ | -------------------------------- | ------ | ------------------ |
| 17 mars 2012 | Sundsvall Wildcats - Leksands IF | 1 - 4  | 1-0, 0-3, 0-1      |
| 17 mars 2012 | HV71 Queens - Ormsta HC          | 2 - 0  | 1-0, 0-0, 1-0      |
| 18 mars 2012 | HV71 Queens - Leksands IF        | 1 - 10 | 0-2, 1-2, 0-6      |
| 18 mars 2012 | Ormsta HC - Sundsvall Wildcats   | 5 - 3  | 0-1, 2-1, 3-1      |
| 19 mars 2012 | Sundsvall Wildcats - HV71 Queens | 3 - 4  | 1-1, 0-0, 2-2, 0-1 |
| 19 mars 2012 | Leksands IF - Ormsta HC          | 4 - 3  | 2-1, 1-2, 1-0      |